# Strahllinie

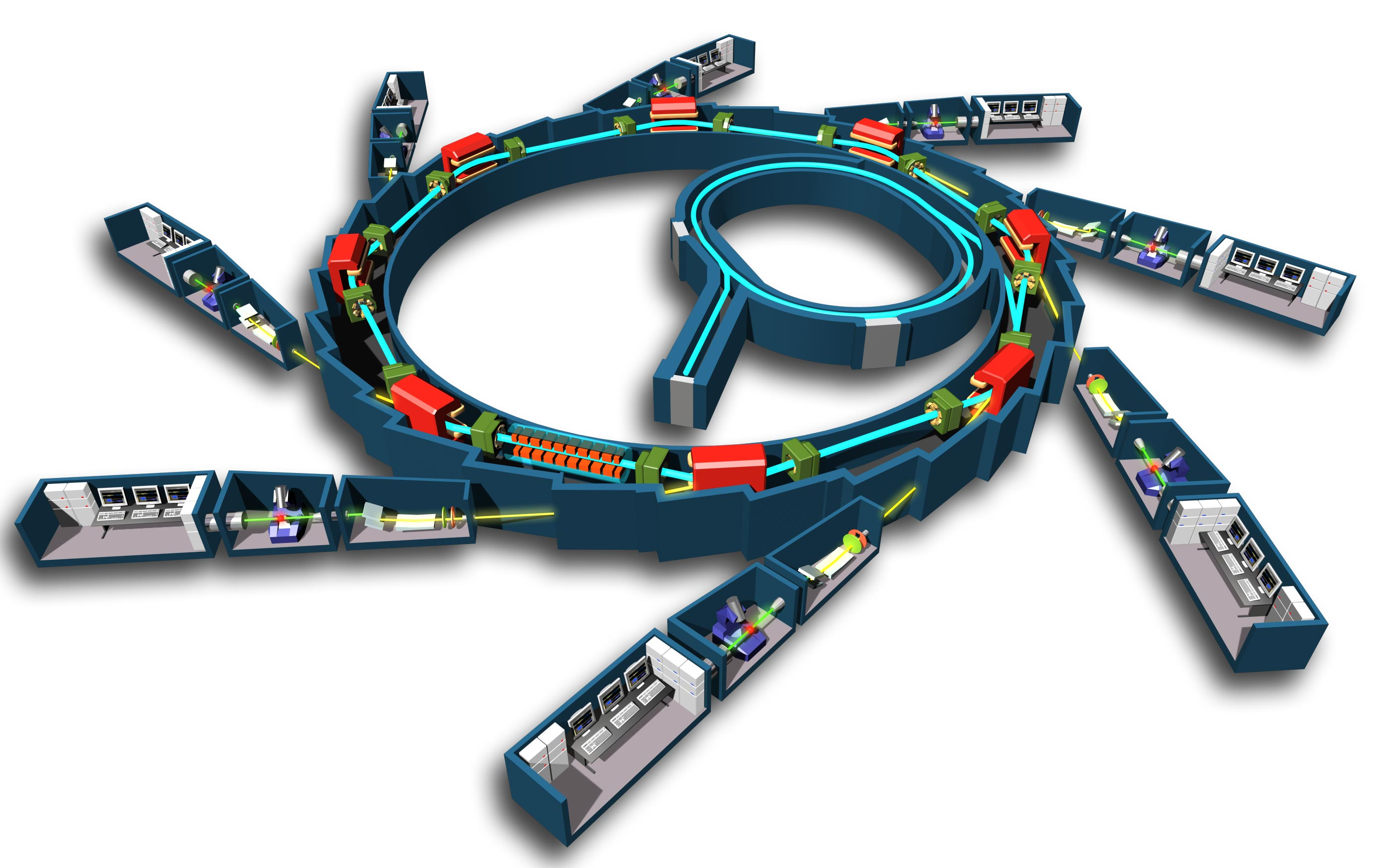
Schema des französischen Synchrotrons SOLEIL. Die im großen zentralen Ring geführten Elektronen erzeugen an den roten Ablenkmagneten Synchrotronstrahlung, die dann in acht tangentialen Strahllinien zu Experimenten geführt wird.

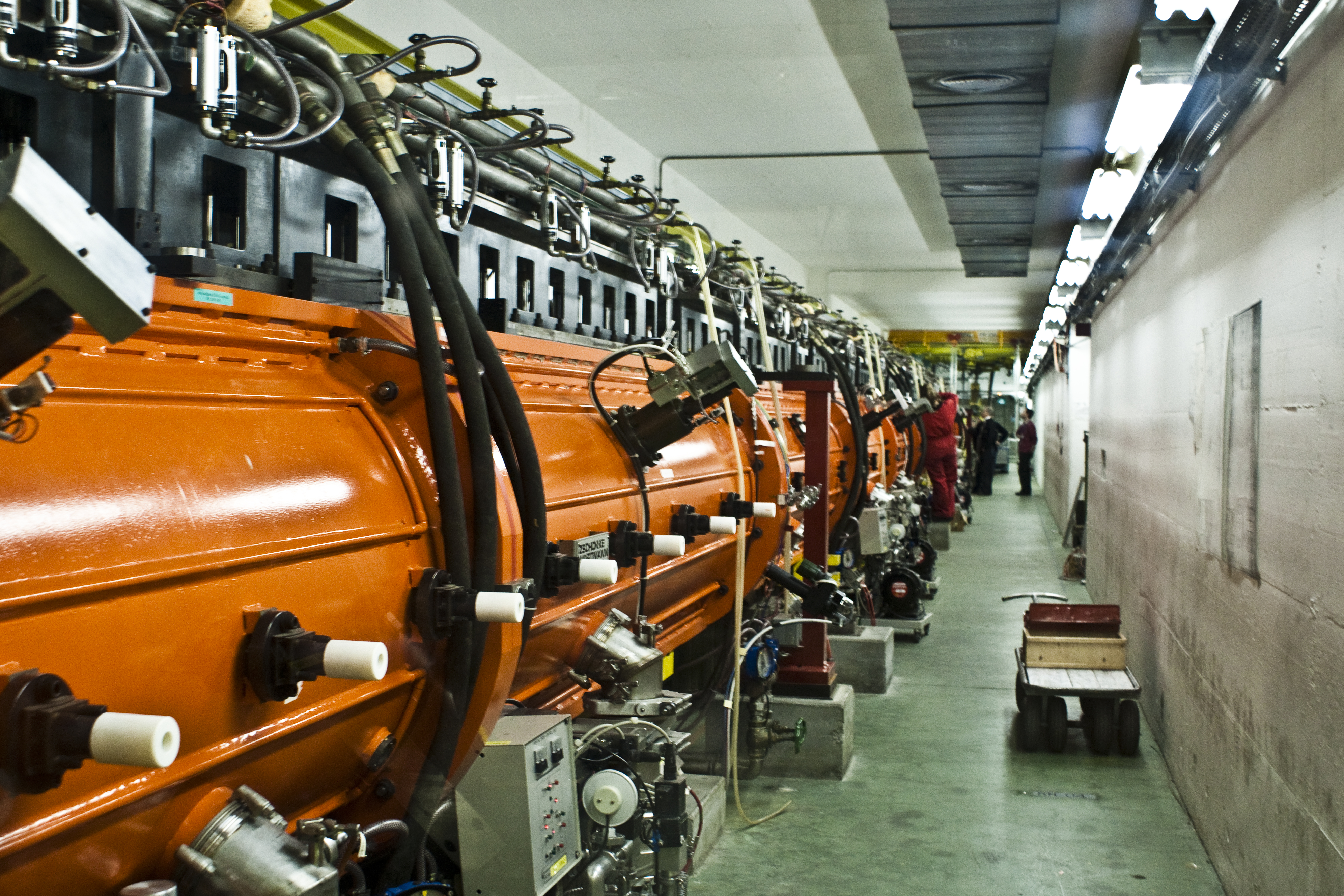
Linearbeschleuniger-Strahllinie am CERN.

Eine Strahllinie, Strahlführung oder Strahlrohr (oft auch im deutschen Sprachgebrauch als englisch beamline bezeichnet) ist ein Teil einer beschleunigerphysikalischen Apparatur, der die beschleunigten Teilchen (z. B. Elektronen oder Ionen) oder z. B. die erzeugte Synchrotronstrahlung zu einer Nutzungsstelle – beispielsweise einem Experimentaufbau – führt. An Forschungsreaktoren und Spallations-Neutronenquellen werden Leitungen für herausgeführte Neutronenstrahlung so bezeichnet. Auch bei Hochleistungslasern, bei denen die Strahlung in einem Vakuum geführt wird, bezeichnet man das Vakuum-Rohrsystem als Strahllinien oder beamlines.
Eine Beschleuniger-Strahllinie kann neben der Weiterleitung auch andere Aufgaben – wie etwa eine Fokussierung der Strahlung – erfüllen. Bei einem Linearbeschleuniger wird gelegentlich der gesamte Beschleunigeraufbau ab der Teilchenquelle als Strahllinie bezeichnet. Typischerweise beginnt eine Strahllinie an der Teilchen- oder Strahlenquelle und endet an einem Experiment, einem beam dump oder auch einem Bestrahlungsplatz, zum Beispiel im Rahmen der Protonentherapie. Eine bewegliche Strahlführung, die im Rahmen der Strahlentherapie die Bestrahlung eines einmal gelagerten Patienten aus verschiedenen Richtungen ermöglicht, wird englisch Gantry genannt.
Um eine große mittlere freie Weglänge zu erreichen und damit die Strahleigenschaften nicht zu stören, werden Teilchenstrahlung, Röntgen- und starke Laserstrahlung oft in einem Vakuum geführt. Daher bestehen Strahllinien oft aus Vakuumrohren. An Großbeschleunigern hoher Energie sind sie häufig unterirdisch in Tunneln verlegt, um unerwünscht auftretende Abstrahlungen (z. B. Bremsstrahlung oder andere Strahlenarten, falls etwa der Strahl auf das Rohr trifft) abzuschirmen. Entlang der Strahllinie können verschiedene Geräte angeordnet sein, z. B.:
- Vakuumpumpen, um das Vakuum zu erhalten, und Messeinrichtungen für das Vakuumsystem (z. B. Druck)
- Magnete zur Strahllenkung und -formung (für Strahlung aus geladenen Teilchen, etwa Elektronen)
- Strahlunterbrecher
- (steuerbare) Blenden.

Besonders bei Röntgen- und Laser-Strahllinien sind auch folgende Komponenten verbaut:
- ablenkende und fokussierende Spiegel
- Monochromatoren
- Blenden und Spalte
- Strahlungsdetektoren.